# Leicester and District Football League
Leicester and District Football League là một giải bóng đá Anh, có 4 hạng đấu, cao nhất là Premier Division, nằm ở Cấp độ 12 trong Hệ thống các giải bóng đá ở Anh và góp đội cho Leicestershire Senior League. Ngoài ra còn có hai hạng đấu dự bị không nằm trong hệ thống.
Câu lạc bộ được phép trả lương cho cầu thủ ở cấp độ này, tuy nhiên ở mùa giải 2005–06, chỉ có các đội ở Premier Division trả lương cho cầu thủ, Barlestone St Giles, đứng thứ hai, cho phép Cosby United giành chức vô địch. Tuy nhiên, Cosby không lên chơi được ở Leicestershire Senior League, vì cơ sở vật chất không đáp ứng đủ yêu cầu.

## Các câu lạc bộ mùa giải 2015–16
Premier Division
- Beaumont Town
- Burbage Old Boys
- Cosby United
- County Hall
- Huncote Sports & Social
- Kibworth Town
- Kingsway Celtic
- Leicester Three Lions
- Magna
- Queniborough

Division One
- Ashby Road
- Belgrave
- Broughton Astley
- Fleckney Athletic
- Glen Villa
- Glenfield Town
- Houghton Rangers
- Magna Dự bị
- North Kilworth Sports
- Thurlaston Magpies
- Thurnby Rangers

Division Two
- Birstall Royal British Legion Dự bị
- Community Football Academy
- Cosby United Dự bị
- Dunton & Broughton Rangers
- Forest East
- Huncote Sports & Social Dự bị
- KS Leicester Polska
- New Parks Social
- North Kilworth Sports Dự bị
- Northfield Emerald
- Old Aylestone
- St. Patrick's

Division Three
- A Plus United
- AFC St. Andrews
- Belgrave Dự bị
- Broughton Astley Dự bị
- Glen Villa Dự bị
- Glenfield Town Dự bị
- Kibworth Town Dự bị
- Leicester Three Lions Dự bị
- Park End
- Queniborough Dự bị
- Studs